# Aeroportul Ignatyevo
Aeroportul Ignatyevo (IATA: BQS, ICAO: UHBB) este un aeroport din Blagoveșcensk, Blagoveșcensk⁠(d), Regiunea Amur, Rusia ce deservește zona Blagoveșcensk. Aeroportul a fost tranzitat în 2021 de 710.956 de pasageri. A fost numit după Nikolay Muravyov-Amursky⁠(d).
Situat la o altitudine de 195 m, aeroportul dispune de 1 pistă.

## Infrastructură

### Piste
Aeroportul dispune de o singură pistă. Pista 18/36 are suprafața de asfalt și dimensiunile 2.821 m × 45 m. 